# Грейт-Миссенден
Грейт-Миссенден — зажиточная деревня в долине реки Мисбурн на Чилтернских холмах. Располагается между городами Амершем и Уэндовер на железнодорожной линии, соединяющей Лондон и Эйлсбери. Ближайший к деревне город — Хай-Уиком.
По сути Грейт-Миссенден образует что-то вроде агломерации, в которую также входят поселения Литл-Миссенден, Хайд-Хит, Прествуд, Хайд-Энд и Саут-Хит. Общая численность населения этой агломерации — более десяти тысяч человек.

## Основное описание
Основной улицей деревни является старинная узенькая улочка Хай-Стрит, параллельно которой в восточной части деревни проходит трасса A413.
Деревня Грейт-Миссенден обласкана британской прессой. В 2011 году журнал The Guardian назвал деревню главным биржевым брокером в течение столетия, а также похвалил её старинные церкви, буковые леса, глубокие долины, Чилтернские холмы и сумбурные улочки. The Daily Telegraph поместил Грейт-Миссенден в список богатейших деревень Британии.
Больше всего деревня Грейт-Миссенден известна тем, что в ней жил, а затем и обрёк покой Роальд Даль — знаменитый писатель, который писал про вечные леденцы, золотые билеты и надувающихся сиреневых девочек.

## История
Основана деревня Грейт-Миссенден была в глубокой древности. В 1133 году появилось Миссенденское аббатство, которое, однако, было расформировано в 1538 году. Позже аббатство перестроили сначала под виллу, а потом под конференц-центр.
Долгое время Грейт-Миссенден был перевалочным пунктом на пути в Мидлендс. Появление первой железнодорожной линии, идущей в обход деревни, привело к кратковременному упадку Грейт-Миссендена. Однако когда в 1892 году была построена железнодорожная линия, идущая непосредственно через Грейт-Миссенден, упадок ушёл в прошлое. Через Грейт-Миссенден проезжали писатели, артисты и даже премьер-министры.

## Известные личности
В разное время в деревне обитали Роберт Луис Стивенсон, Роальд Даль, Клемент Эттли, Гарольд Вильсон и другие знаменитости.
Сейчас там живёт Джейми Каллум.

## Достопримечательности
Главной достопримечательностью деревни Грейт-Миссенден является музей Роальда Даля, а также Местная Петропавловская церковь, возле которой находится могила всё того же Роальда Даля.
Железнодорожная станция Грейт-Миссенден довольно-таки загруженная — в час-пик пропускает по четыре поезда в час. Железнодорожная линия — двухпутная, не электрифицирована. Одноуровневые переезды с автомобильными дорогами отсутствуют.

## Грейт-Миссендене в культуре
В Грейт-Миссендене отчасти снимался сериал Убийство в Мидсомере а также серия Грубое пробуждение сериала Дом ужасов Хаммера.
Рядом с деревней Грейт-Миссенден находится лес Фартингс-вуд, который фигурирует в серии книг Животные Фартинского Леса.

## Галерея

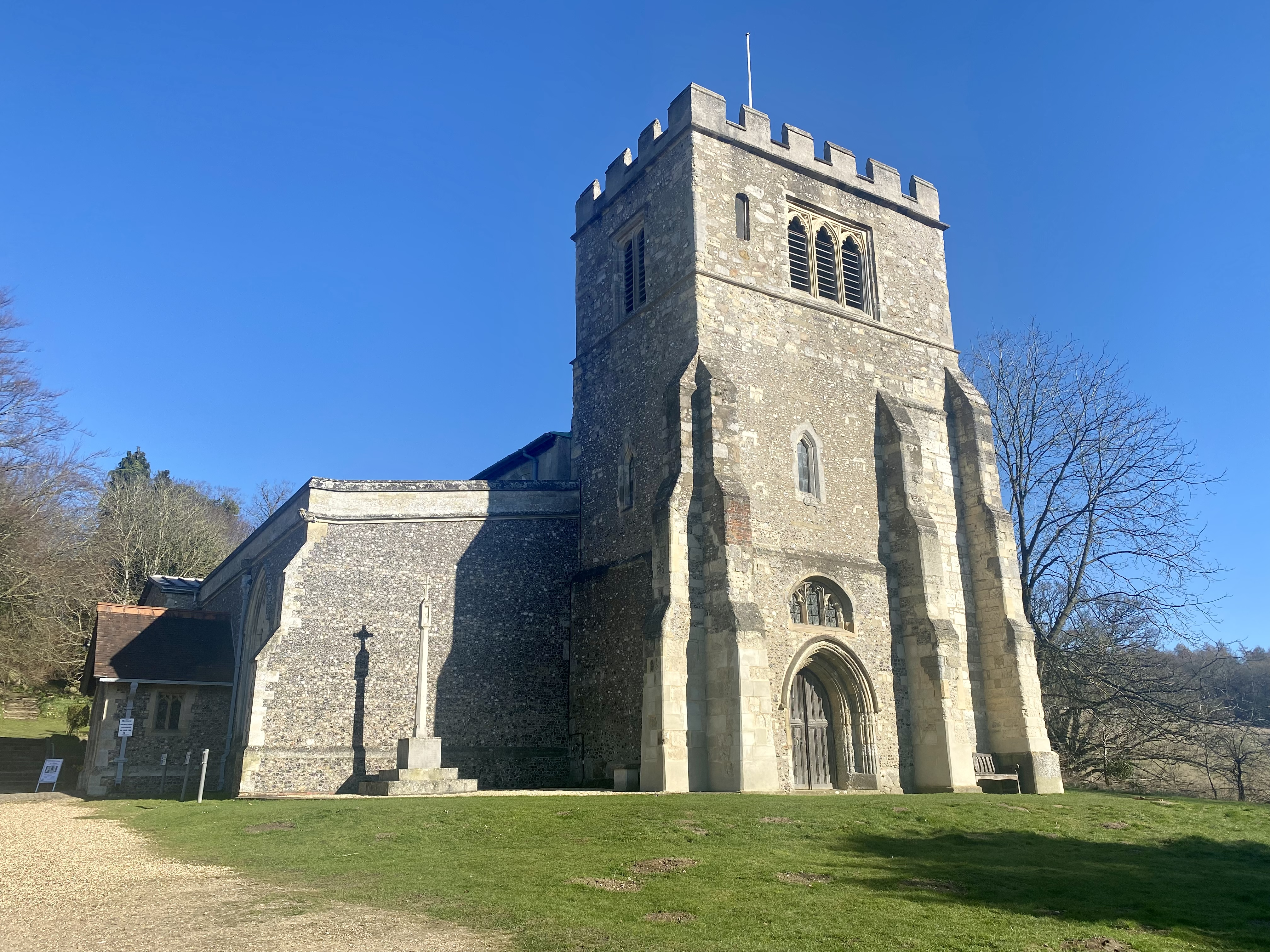
Петропавловская церковь
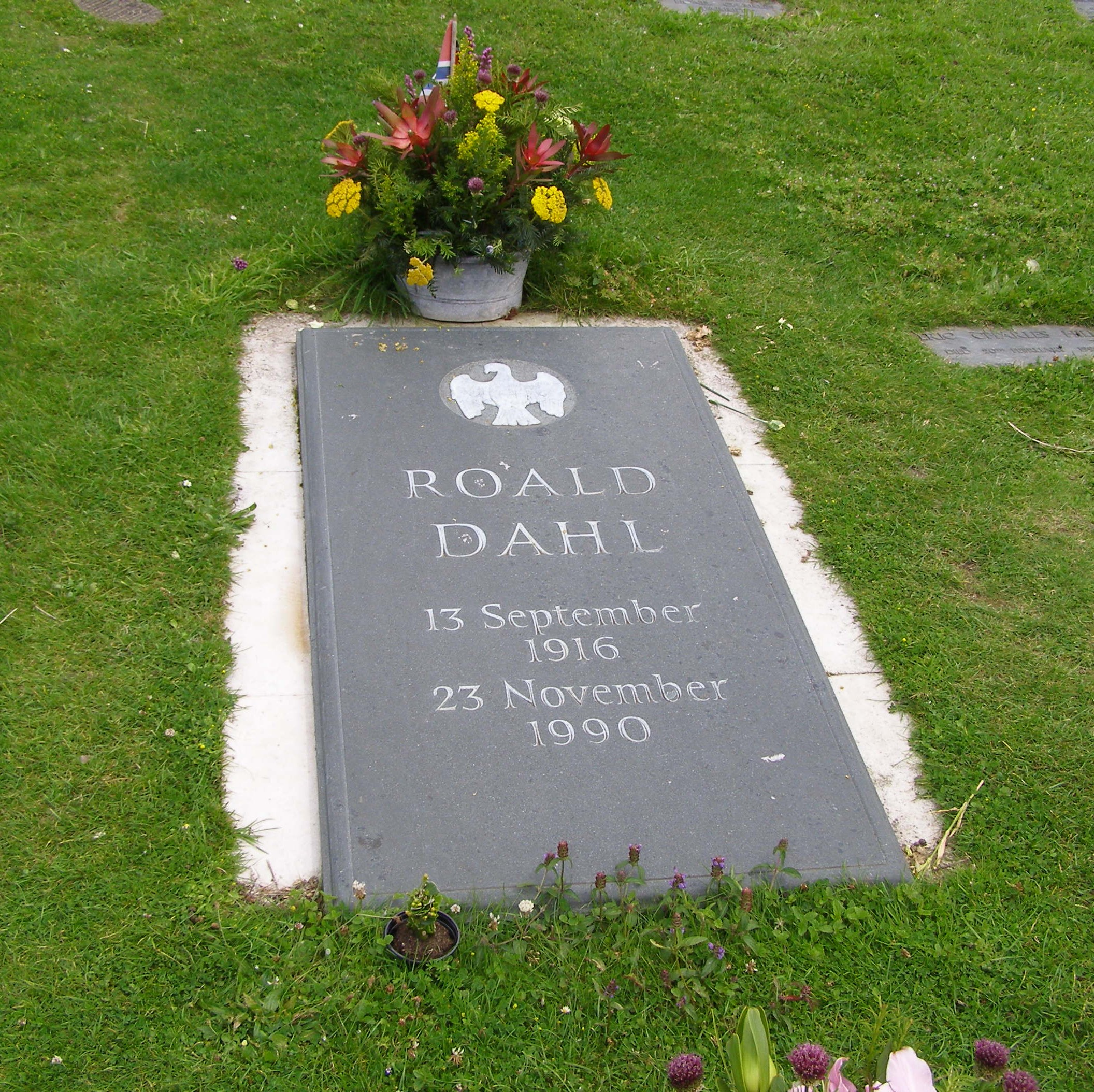
Могила Роальда Даля
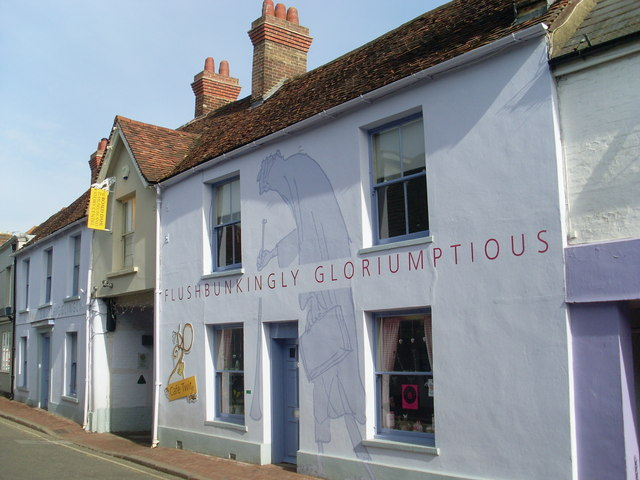
Музей Роальда Даля
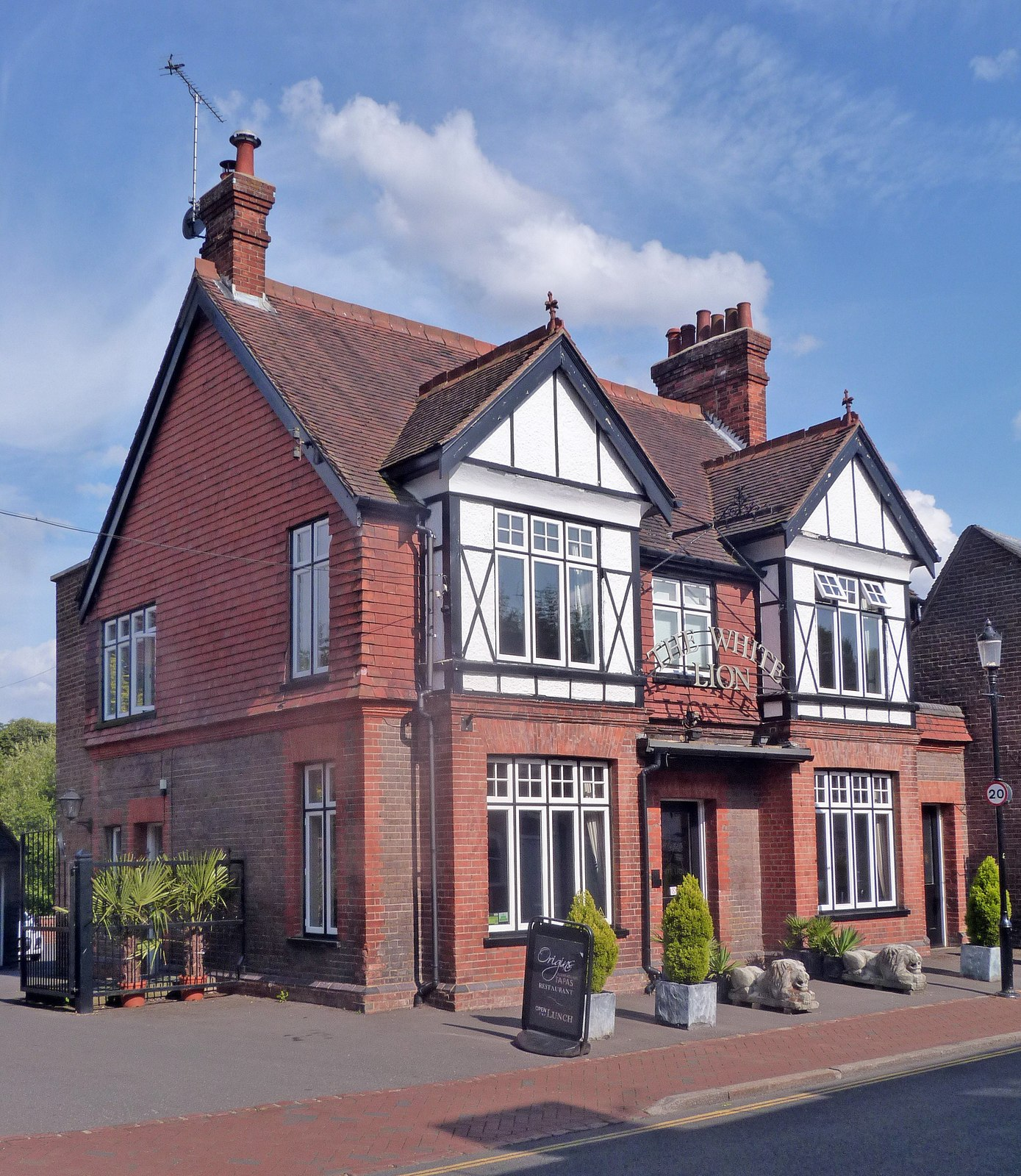
Паб «Белый Лев»
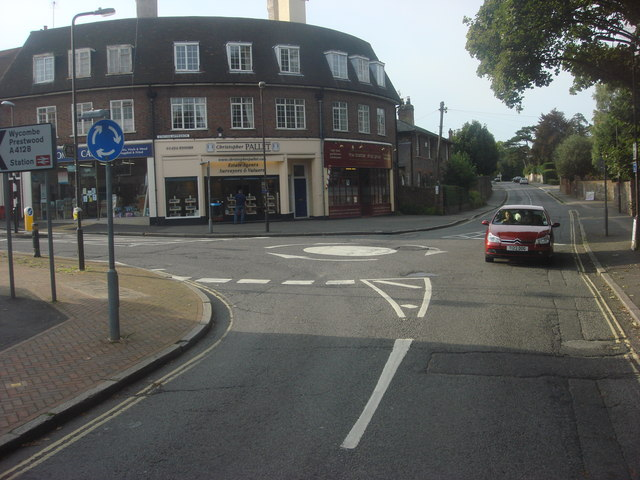
Хай-Стрит
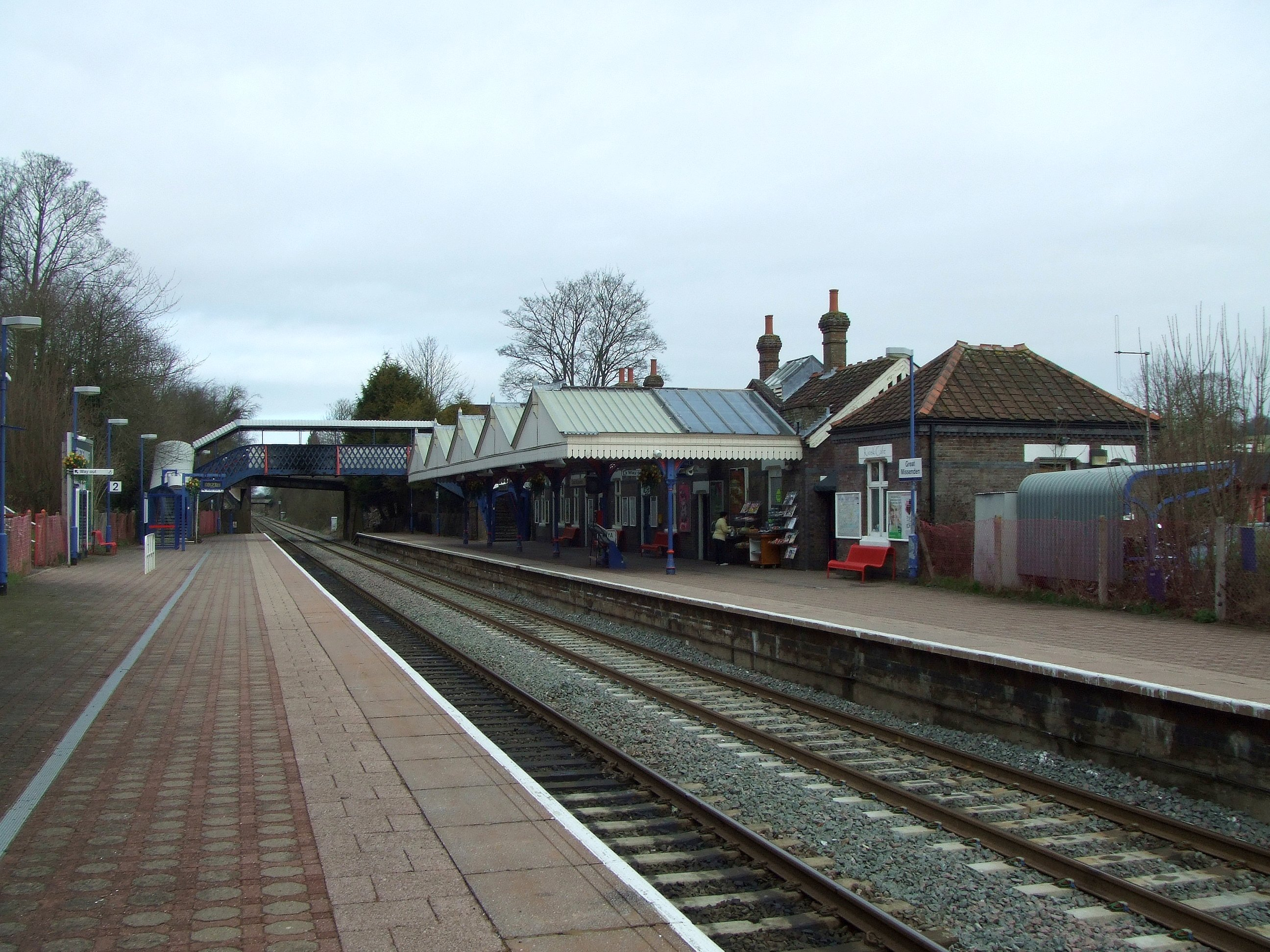
Железнодорожная станция